# Чжу Кайминь, Симон
Симон Чжу Кайминь (кит. 朱开敏; 30 октября 1868, Шанхай, Китай — 22 февраля 1960, Хаймэнь, Китай) — католический прелат, первый епископ Хаймэня с 11 апреля 1946 года по 22 февраля 1960 год, член монашеского ордена иезуитов.

## Биография
Родился 30 октября 1868 года в Шанхае. В 1888 году вступил в монашеский орден иезуитов. 28 июня 1898 года был рукоположён в священники.
2 августа 1926 года Римский папа Пий XI назначил Симона Чжу Кайминя апостольским викарием апостольского викариата Хаймэня и титулярным епископом Лесви. 28 октября 1926 года в Риме состоялось рукоположение Симона Чжу Кайминя в епископа, которое совершил Римский папа Пий XI в сослужении с кардиналами Карло Кремонези и Чельсо Бениньо Луиджи Константини.
11 апреля 1946 года апостольский викариат был преобразован в епархию и Симон Чжу Кайминь стал первым епископом епархии Хаймэня.
Скончался 22 февраля 1960 года в Хаймэне.